# Alfabeto uiguro

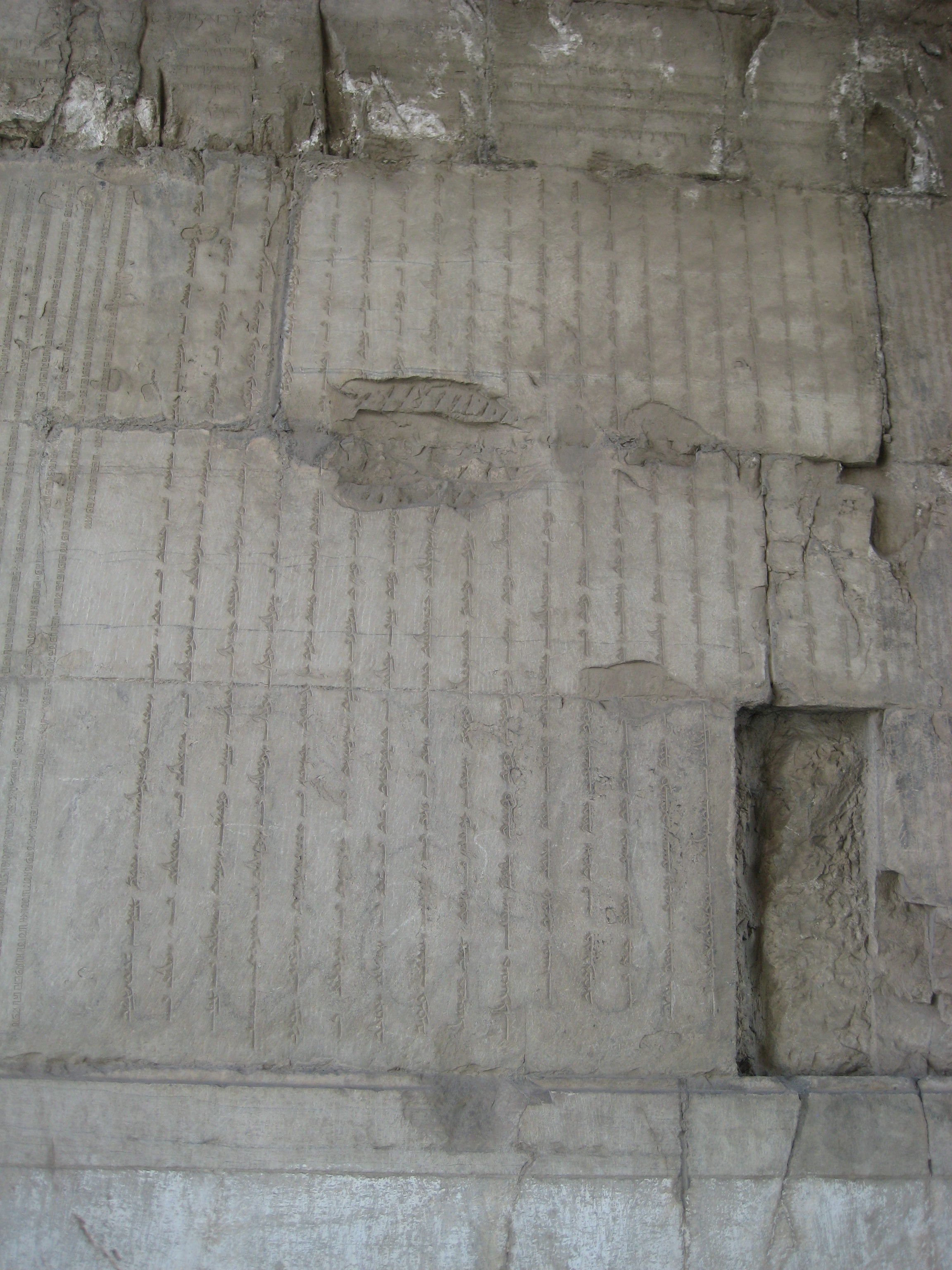
Iscrizione in antico uiguro

L'alfabeto uiguro fu usato come sistema di scrittura della lingua uigura. Deriva dall'alfabeto sogdiano, usato per i testi buddhisti, manicheisti e cristiani per 700-800 anni nel Uiguristan.
I più recenti manoscritti conosciuti sono datati al XVIII secolo.
Questo alfabeto fu la base per gli alfabeti mongolo e mancese.
Ad oggi la lingua uigura è scritta in:
- Arabo Uyghur Ereb Yéziqi o UEY
- Latino Uyghur Latin Yéziqi o ULY
- Cirillico Uyghur Siril Yéziqi o USY
- Misto Uyghur Pinyin Yéziqi o UPNY